# Notoscincus ornatus
Espèce
Synonymes
- Ablepharus ornatus Broom, 1896
- Ablepharus wotjulum Glauert, 1959

Notoscincus ornatus est une espèce de sauriens de la famille des Scincidae.

## Répartition
Cette espèce est endémique d'Australie. Elle se rencontre en Australie-Occidentale, dans le Territoire du Nord, au Queensland et en Australie-Méridionale.

## Liste des sous-espèces
Selon The Reptile Database (30 octobre 2012) :
- Notoscincus ornatus ornatus (Broom, 1896)
- Notoscincus ornatus wotjulum (Glauert, 1959)

## Publications originales
- Broom, 1896 : On two new species of Ablepharus from north Queensland. Annals and magazine of natural history, sér. 6, vol. 18, p. 342-343 (texte intégral).
- Glauert, 1959 : Herpetological miscellanea. IX. Ablepharus wotjulum, a new skink from West Kimberley. The Western Australian Naturalist, vol. 6, p. 192-193.